# Rolf Dahlgren
Rolf Martin Theodor Dahlgren (7 tháng 7 năm 1932 - 14 tháng 2 năm 1987) là một nhà thực vật học Thụy Điển-Đan Mạch, giáo sư tại Đại học Copenhagen từ năm 1973 đến khi ông qua đời.
Dahlgren sinh ra tại Örebro có cha là người bào chế thuốc Rudolf Dahlgren và mẹ là Greta née Dahlstrand. Ông đạt được bằng Thạc sĩ Khoa học vào năm (1955) và Tiến sĩ Triết học năm (1963) tại Đại học Lund. Ông tiếp tục làm việc với các loài cây ở Nam Phi trong chuyến đi thám hiểm vào năm 1956-57 và 1965–66, trong khi gia nhập vào Bảo tành Thực vật học ở Lund như là giảng sư. Năm 1973, ông trở thành giáo sư thực vật học tại Đại học Copenhagen. Tại đây, ông đã phát triển hệ thống phân loại thực vật có hoa, dựa trên nhiều đặc tính tương thích hơn các hệ thống trước đó, đặc biệt là các giống cây dinh dưỡng bằng hóa học. Mặc dù hệ thống được giới thiệu lần đầu tiên ở Đan Mạch, nó nhanh chóng được chấp nhận rộng rãi, đặc biệt trong các biểu đồ cung cấp kiến thức, như Dahlgrenogram. Công trình của ông trên việc giới hạn họ trong nhóm thực vật một lá mầm, được phát hành cùng với H. T. Clifford và Peter Yeo, đã tạo ra một ảnh hưởng sâu sắc trong thời kỳ sinh học phân tử. Ông mất trong một tai nạn xe hơi ở Scania, Thụy Điển. Một hội nghị chuyên đề để tưởng nhớ Rolf Dahlgren được tổ chức sau đó ở Berlin, Đức vào năm 1987.
Năm 1986, ông được bầu làm thành viên của Viện Hàn lâm Khoa học Hoàng gia Thụy Điển.
Giống cây trồng chỉ có một đại diện ở Nam Phi Dahlgrenodendron (J.H. Ross) J.J.M. van der Merwe & A.E. van Wyk được đặt theo tên Dahlgren nhằm vinh danh ông vào năm 1988